# تئوپانیسم
تئوپانیسم (به انگلیسی: theopanism‏) برای نخستین بار به عنوان یک اصطلاح فنی توسط یسوعیان برای تشریح هندوئیسم به‌کار رفت.
«باید میان همه‌خدایی که جهان را به عنوان یک موجود مطلق تصور می‌کند ('همه چیز خدا است') و تئوپانیسم که خدا را به‌عنوان واقعیت روحی حقیقی می‌داند که همه‌چیز از وی نشأت می‌گیرد، تمایز قائل شد: 'خدا همه‌چیز می‌شود'، به‌طور الزامی و به‌طور پیوسته، بدون آغاز و بدون پایان. تئوپانیسم (با تنها چند سیستم دوگانه‌انگار دیگر) معمول‌ترین درکی است که فلسفه هندو از خدا و جهان دارد.»
همچنین تئوپانیسم به‌طور گسترده شامل تمامی نظریات الهیات است که در آن خدا معادل جهان پنداشته می‌شود. آن‌گونه که یکی از نویسندگان می‌گوید: «در تئوپانیسم معنی که به واژه خدا داده می‌شود چیزی است که مجزا از این جهان نیست. همه‌خدایی و خدافراگیردانی از جمله مفاهیم اصلی در تئوپانیسم است.» تئوپانیسم از منظر بزرگ‌تر شامل همه‌دادارباوری نیز می‌شود.